# نويل فيال
نويل فيال (بالإنجليزية: Noelle Vial)‏ (1959 - 2003)؛ كاتِبة وشاعرة أيرلندية.